# Čechůvky
Čechůvky jsou částí Prostějova, nachází se na východě tohoto okresního města. V roce 2009 zde bylo evidováno 58 adres. V roce 2001 zde trvale žilo 163 obyvatel. Katastrální území Čechůvek má rozlohu 1,21 km2.
Přestože byly Čechůvky stavebně téměř propojeny s Vrahovicemi, církevní a školskou správou spadaly do Kralic.
Na východ od obce se nachází Kaple sv. Otýlie, postavená v roce 1722.

## Název
Vesnice se původně jmenovala Čechovice. Bylo na ni přeneseno jméno jejích obyvatel (výchozí tvar Čechovici), které bylo odvozeno od osobního jména Čech (to buď označovalo obyvatele české země nebo to byla domácká podoba některého jména začínajícího na Če- (např. Čěslav, Čěmysl, Čěrad)). Význam místního jména byl "Čechovi lidé". K roku 1371 je poprvé doložena zdrobnělina Čechóvky, zřejmě na odlišení od blízkých Čechovic západně od Prostějova.

## Dějiny
Nejstarší historická zmínka pochází z roku 1360. Od roku 1492 až do zrušení poddanství 1848 byly Čechůvky majetkem města Prostějova. Před třicetiletou válkou byli zřejmě všichni obyvatelé Čechůvek luteránského vyznání. Po třicetileté válce došlo k rekatolizaci. Při pruském vpádu 1758 došlo u Čechůvek menším vojenským šarvátkám.

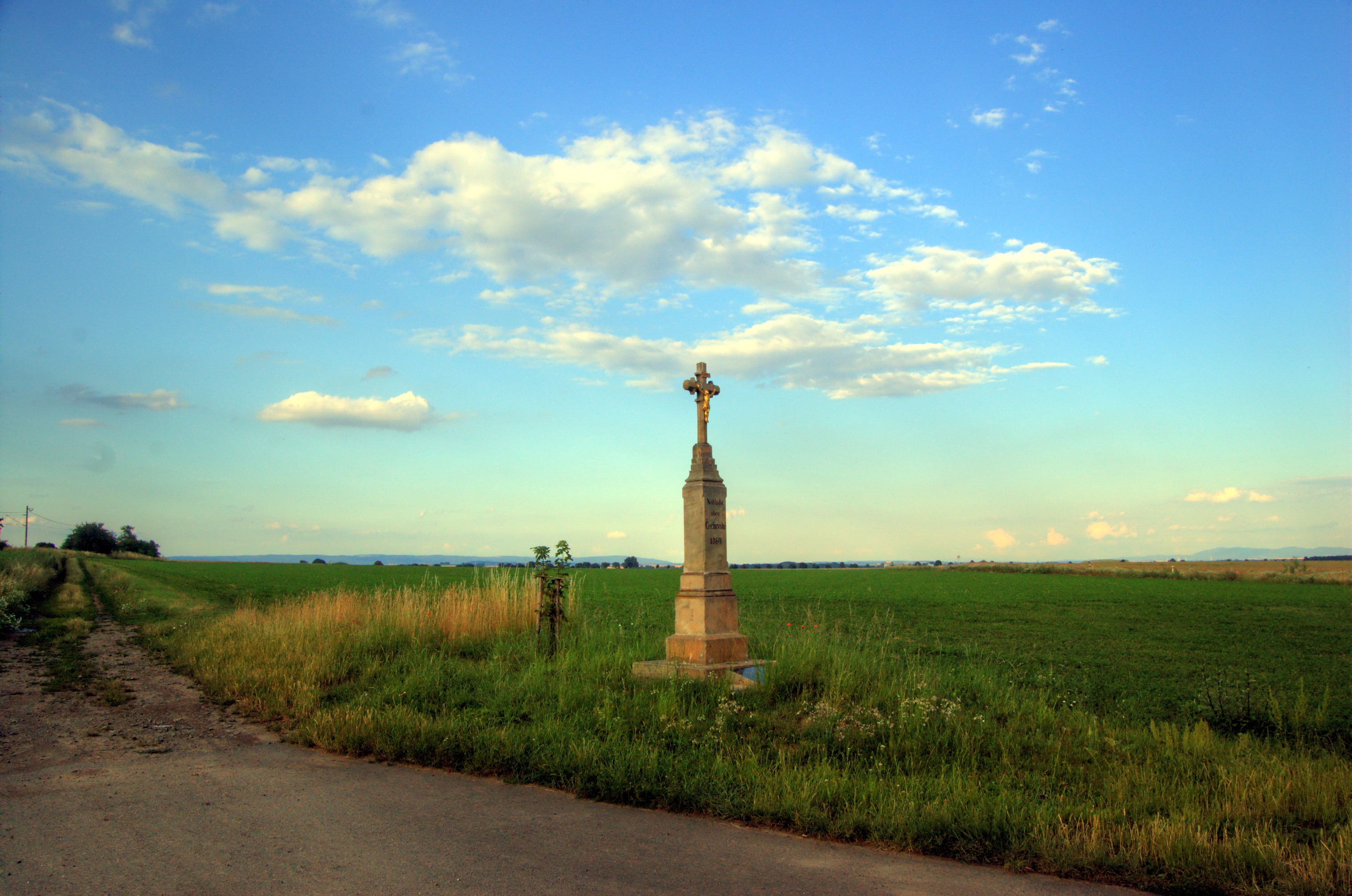
Kříž v poli u Čechůvek

V r. 1866 se u Čechůvek odehrála bitva mezi saskými a pruskými vojsky v rámci prusko-rakouské války. Na paměť této bitvy byl u obce postaven kříž.
Již v době první republiky začal klesat počet obyvatel, tento trend pokračoval i po druhé světové válce. V prvních poválečných volbách (1946) zvítězila ČSSD, následovaná ČSL a ČSNS, zcela propadli komunisté. Po komunistickém převratu byl v Čechůvkách odpor proti kolektivizaci zemědělství. Jednotné zemědělské družstvo tak bylo založeno až v roce 1958. V roce 1961 byly Čechůvky připojeny k Vrahovicím. V roce 1973 se pak Vrahovice i s Čechůvkami staly součástí Prostějova.

## Obyvatelstvo

### Struktura
Vývoj počtu obyvatel za celou obec i za jeho jednotlivé části uvádí tabulka níže, ve které se zobrazuje i příslušnost jednotlivých částí k obci či následné odtržení.
| Místní části   | Místní části  | 1869 | 1880 | 1890 | 1900 | 1910 | 1921 | 1930 | 1950 | 1961 | 1970 | 1980 | 1991 | 2001 | 2011 |
| -------------- | ------------- | ---- | ---- | ---- | ---- | ---- | ---- | ---- | ---- | ---- | ---- | ---- | ---- | ---- | ---- |
| Počet obyvatel | část Čechůvky | 109  | 143  | 149  | 163  | 185  | 221  | 201  | 159  | 170  | 176  | 162  | 175  | 163  | 157  |
| Počet domů     | část Čechůvky | 22   | 26   | 28   | 29   | 32   | 39   | 40   | 42   | 45   | 48   | 45   | 53   | 51   | 52   |

## Památky
- Kaple sv. Otýlie[13]
- Zvonička na návsi[14]
- Krucifix[15]

## Osobnosti
V Čechůvkách strávil dětství prof. Jan Lužný (1926–2013). Do obce se během svého života mnohokrát vracel, v důchodovém věku se věnoval zkoumání historie Čechůvek. Spolu s Hanou Bartkovou a Karlem Dolákem vydal publikaci o historii Čechůvek a kapli sv. Otýlie. V obci se narodil básník, knihovník a informační pracovník Miroslav Ressler (*1943).